# Michele Bachmann
Michele Bachman (Waterloo, Iowa, 1956. április 6. –) amerikai kongresszusi képviselőnő. A minnesotai 6. választókörzetet képviseli az Amerikai Egyesült Államok Kongresszusában.
Bachmann konzervatív, republikánus képviselőnő. Először 2006-ban választották meg. Azóta folyamatosan tagja a Képviselőháznak. 2013 májusában bejelentette, hogy 2014-ben nem indul az újraválasztásért.

## Politikai nézetei
Michele Bachmann a Tea Party mozgalom támogatását élvezi. Az úgynevezett hagyományos értékek mentén politizál és ennek megfelelően a kis méretű állam, az alacsony adók és a kiadáscsökkentések híve. Ellenzi az abortuszt. Támogatja az egyházak szerepvállalását a közéletben. Ellenezte a 2008-as válság során bajba került pénzintézeteknek nyújtott állami mentőcsomagokat, ugyanakkor ellenzi a bankok szigorúbb szabályozását lehetővé tevő Dodd–Frank-törvényt is. Külpolitikáját tekintve rendszeresen kiáll Izrael mellett, cionista nézeteket vall és gyakran élesen bírálja az iszlámot és a muszlimokat.

## Kapcsolata Anders Behring Breivikkel
A norvég tömeggyilkos, Anders Behring Breivik részt vett Michele Bachmamn képzésén és nagyban inspirálta a politikusnő iszlámellenes retorikája.